# ナウマン温泉
ナウマン温泉（ナウマンおんせん）は、北海道中川郡幕別町元忠類111-2を源泉とするアルカリ性単純温泉。
この源泉をひく入浴施設として幕別町が町民のふれあい・健康保持増進・宿泊研修・観光振興のため幕別町忠類白銀町384-1に設置したアルコ236がある。